# Equivalent de diòxid de carboni
L'equivalent de diòxid de carboni o equivalent de CO₂ és una magnitud que permet determinar el potencial d'escalfament global (PEG) dels gasos amb efecte d'hivernacle a partir de la seva equivalència en diòxid de carboni. L'equivalent de diòxid de carboni serveix per determinar el preu del crèdit de carboni o dret d'emetre una tona de diòxid de carboni o el seu equivalent d'un altre gas amb efecte d'hivernacle. Les sis principals gasos amb efecte hivernacle són diòxid de carboni, metà, òxids de nitrogen, clorofluorocarboni hidrogenat, hexafluorur de sofre i fluorocarbonis (PFC).
Per obtenir l'equivalent de diòxid de carboni d'un gas cal multiplicar la quantitat de gas pel PEG associat. Se sol expressar en tones o milions de tones mètriques. Per exemple, el PEG del metà és de 21. Això significa que l'emissió d'un milió de tones mètriques de metà equivalen a l'emissió de 21 milions de tones mètriques de diòxid de carboni. Implica que per compensar l'emissió d'una tona de metà, l'empresa emissora ha de comprar vint-i-un crèdits de carboni.